# Ga Mỹ Lý
Ga Mỹ Lý là một ga tàu tại huyện Diễn Châu, tỉnh Nghệ An. Nhà ga là một điểm của đường sắt Bắc Nam và nối ga Chợ Sy với ga Nghi Long. Lý trình 291+610.

## Các tuyến
- Đường sắt Bắc Nam